# Hydrophorus rufibarbis
Hydrophorus rufibarbis är en tvåvingeart som beskrevs av Gerstaecker 1864. Hydrophorus rufibarbis ingår i släktet Hydrophorus och familjen styltflugor. Arten är reproducerande i Sverige. Inga underarter finns listade i Catalogue of Life.